# Fabio Márquez
Fabio César Márquez (Morón, Buenos Aires, Argentina, 30 de enero de 1974) es un exfutbolista argentino. Jugaba de delantero y militó en diversos clubes de Argentina, Chile y Portugal.

## Clubes
| Club               | País      | Año       |
| ------------------ | --------- | --------- |
| Boca Juniors       | Argentina | 1994      |
| Santiago Wanderers | Chile     | 1999      |
| Académico Viseu    | Portugal  | 2000      |
| Provincial Osorno  | Chile     | 2000-2001 |